# Camaridium paleatum
Camaridium paleatum är en orkidéart som först beskrevs av Heinrich Gustav Reichenbach, och fick sitt nu gällande namn av Mario Alberto Blanco. Camaridium paleatum ingår i släktet Camaridium och familjen orkidéer. Inga underarter finns listade i Catalogue of Life.